# Val-d'Aigoual
Val-d'Aigoual é uma comuna francesa na região administrativa da Occitânia, no departamento de Gard. Estende-se por uma área de 78.35 km², e possui 1.420 habitantes, segundo o censo de 2018, com uma densidade de 18 hab/km².
Foi criada, em 1 de janeiro de 2019, a partir da fusão das antigas comunas de Valleraugue e Notre-Dame-de-la-Rouvière.